# Бідняк Іван Олександрович
Іва́н Олекса́ндрович Бідня́к (1 жовтня 1985, м. Марганець, Дніпропетровська область, Українська РСР, СРСР — 20 квітня 2022, Херсонська область, Україна) — український стрілець, майстер спорту міжнародного класу України з кульової стрільби. Старший солдат Збройних Сил України, учасник російсько-української війни, який загинув під час російського вторгнення в Україну.

## Життєпис
Народився 1 жовтня 1985 року в м. Марганці Дніпропетровської області.
В 2003 році закінчив Львівське державне училище фізичної культури (відділення кульової стрільби) та повернувся до м. Дніпропетровська.
На міжнародному турнірі 26 ISAS, який проводився в Дортмунді зайняв друге місце у стрільбі з малокаліберного пістолета (вправа МП-6), з результатом 657,0 очок; переміг росіянин Леонід Єкімов — 671,3 очка.
У березні 2010 року на чемпіонаті Європи зі стрільби у місті Меракер (Норвегія) у складі команди здобув срібну медаль — стрільба з пневматичного пістолета на 10 метрів (вправа ПП-3) — разом з Сергієм Кудрею (Херсон) та Олегом Омельчуком (Рівне); поступилися команді РФ 2 балами.
2010 року був визнаний восьмим в десятці найкращих спортсменів Дніпропетровщини (3 бронзові медалі Чемпіонату Європи з кульової стрільби).
В 2012 році на ювілейному 50-у чемпіонаті світу з кульової стрільби у вправі ПП-3 зайняв 7 місце та завоював Україні першу олімпійську ліцензію на Олімпійські ігри-2012.
В травні 2013 року, на 44-у Гран-Прі Визволення — змаганні зі стрільби переміг у вправі МП-8 (швидкісна стрільба з пістолета), у вправі МП-10 (стрільба з стандартного пістолета) здобув срібну нагороду, поступившись Торбену Енгелу (Німеччина).
Влітку 2013 року, в Осієку на чемпіонаті Європи зі стрільби з малокаліберної зброї здобув срібну нагороду — з дистанції 25 метрів, з результатом 575 очок; переміг Юсуф Дікеч (Туреччина) — 578, «бронза» у португальця Жоао Комти, 573 очка. У командному турнірі Бондарук Роман разом з Олександром Петрівим і Іваном Бідняком завоювали бронзові нагороди — 1706 балів, перемогли росіяни — 1708, «срібло» у турків — 1707.
У лютому 2022 року, на початку вторгнення російських військ в Україну, повернувся з-за кордону, де працював, і добровольцем пішов на фронт. Воював у Херсонській області. 20 квітня 2022 року загинув від ворожої кулі під час виконання бойового завдання.

## Нагороди
- орден «За мужність» III ступеня (2022) — за особисту мужність і самовіддані дії, виявлені у захисті державного суверенітету та територіальної цілісності України, вірність військовій присязі[3].